# Multiplikativno kvantno število
Multiplikativno kvantno število je posebna vrsta kvantnih števil za katera je značilno, da se pri reakcijah njihov zmnožek ohranja. Kadar se v reakcijah ohranja vsota kvantnih števil, pravimo, da so kvantna števila aditivna.
Parnost je multiplikativno kvantno število sistema, kar pomeni, da je parnost sistema produkt parnosti posameznih komponent sistema.
Drugi dve multiplikativni kvantni števili sta še parnost naboja in parnost G.
Vsako ohranjanje kvantnega števila je posledica simetrije Hamiltonovega operatorja.